# Krammer (motorfiets)
Krammer is een historisch Oostenrijks merk van motorfietsen.
Krammer: Mechanische Werkstätten Rudolf Krammer, Wenen (1926-1929) was een Oostenrijks merk dat aanvankelijk 172 cc Villiers-tweetaktmotoren inbouwde. Later werden ook 496 cc kopklep-eencilinders van Anzani en MAG ingebouwd, alsmede een 996 cc Anzani “Vulpine” V-twin.